# Dżardżanaz
Dżardżanaz (arab. ‏جرجناز‎) – miejscowość w Syrii, w muhafazie Idlib. W spisie z 2004 roku liczyła 10 756 mieszkańców.
W czasie wojny w Syrii Dżardżanaz znalazł się na terenach opanowanych przez terrorystów, odbity przez syryjską armię 23 grudnia 2019.